# Aeropuerto Capitán Av. Vidal Villagomez Toledo
Aeropuerto Capitán Av. Vidal Villagomez Toledo (IATA: VAH, OACI: SLVG) es un aeropuerto público ubicado en la localidad de Vallegrande, Bolivia.